# Sévery
Pour la ville américaine, voir Severy.
Sévery est une ancienne commune suisse et une localité de la commune de Hautemorges, dans le canton de Vaud, située dans le district de Morges.

## Population et société

### Gentilé
Les habitants de la localité se nomment les Séverians.

## Histoire
En 2018, Sévery et cinq autres communes de la région ont voté favorablement à une fusion de communes afin de créer la future commune de Hautemorges. Elle entre en vigueur le 1er juillet 2021.

## Personnalités liées à la commune
Henri de Sévery (? -1396) né à Sévery, mort à Rodez, prieur du monastère de Romainmôtier, régent, vice-recteur et recteur du Comtat Venaissin, évêque de Saint-Jean-de-Maurienne puis évêque de Rodez. 

## Monuments
La commune compte sur son territoire un château datant au moins du XIIIe siècle.